# Grotte de la Cocalière
La grotte de la Cocalière est située sur la commune de Courry (Gard), entre Alès et Aubenas en Ardèche. Elle s'ouvre au pied du Parc national des Cévennes, réserve mondiale de biosphère dont la mission principale est de protéger toutes les formes du patrimoine.

## Histoire
La grotte de la Cocalière s’est formée il y a 35 millions d'années et continue de se transformer au fil de l'eau et du temps, pour le plus grand plaisir des nombreux spéléologues qui ne cessent d'explorer l'immensité de cette grotte encore mystérieuse.
L'exploration de ce réseau a débuté vers le milieu du XIXe siècle, par des membres de la Société de Spéléologie et Préhistoire Gard Ardèche (SSPGA) dont Christian Bouquet (co-découvreur et co-aménageur de la grotte de la Cocalière en 1952). Le  premier explorateur dont on possède les écrits  en 1854 est Jules de Malbos (1782-1867), savant géologue et spéléologue ardéchois,
.Le site a révélé une occupation humaine très dense allant du Moustérien (45 000 ans av. J.-C.) à l'âge du Fer (400 ans av. J.-C.).

## Description
Le réseau souterrain dépasse les 14 km de développement, dont 1 km accessible au public, et a trois entrées naturelles (la goule de Sauvas, l'aven de la Cocalière et l'émergence de la Cote Patière, toutes situées en Ardèche) et deux entrées artificielles (la doline Marron et la grotte de la Cocalière dans le Gard). Une autre cavité importante: l'évent de Peyrejal n'a pas été relié par les plongeurs spéléologues au reste du réseau malgré une relation évidente ,.
La grotte de la Cocalière est l'une des plus belles grottes visitables de France (depuis 1967). Elle a été surnommée la grotte aux diamants tant elle est riche en merveilles naturelles, des concrétions de calcite, stalagmites et stalactites de tailles et formes diverses mais aussi disques, perles, bassins de cristal (gours) fines draperies. La température y est constante vers 14 °C.
Près de la sortie se trouve la représentation d'un chantier de fouilles préhistoriques. Le retour des visites s'effectue en petit train à travers le site naturel protégé. Autour de la grotte et au cœur de la garrigue, un sentier découverte traverse un karst méditerranéen. À proximité se trouvent le Bois de Païolive, paysage karstique, et les gorges de l'Ardèche et du Chassezac.
Avec plus de 120 000 visiteurs par an, c'est le site naturel le plus visité du Gard .